# Hübsche Familien
Die hübschen Familien repräsentierten im 18. und frühen 19. Jahrhundert in Kurhannover und im Königreich Hannover in der Ständegesellschaft inoffiziell den – neben Adel und Geistlichkeit – dritten Stand, das Bürgertum. Sie stellten dessen soziale Spitze dar und dienten häufig als Staatsbeamte.

## Wortherkunft
Etymologisch steht das Wort hübsch im Zusammenhang mit „höfisch“ und bedeutete ursprünglich so viel wie „bei Hofe zugelassen“.

## Staatspatrizier
In der Ständeordnung bildeten die hübschen Familien nach Hochadel und niederem Adel eine bürgerliche Oberschicht, eine Art „Staatspatriziat“. Im Gegensatz zu den meist uradeligen Mitgliedern der in den Ritterschaften korporierten Familien des landsässigen Adels, die von Gutsherrschaften lebten und häufig im Militär dienten, legten die hübschen Familien stets Wert auf eine solide akademische Ausbildung, meist als Juristen, und empfahlen sich dadurch bei Hofe vor allem für Verwaltungspositionen wie Kanzler, Räte, Vögte, Amtmänner usw. Oft stellten sie auch Bürgermeister. Vom Bildungsstand her entsprachen sie damit der Geistlichkeit, in die ihre Abkömmlinge auch nicht selten eintraten oder einheirateten, ebenso wie in den Professorenstand. Sie bildeten damit ein Bildungsbürgertum, aus dem die Monarchie ihre Staatsbeamten rekrutierte.
Manche dieser Familien stiegen schon seit dem Spätmittelalter in derartige Positionen auf und darin empor, erwarben städtischen oder ländlichen Grundbesitz und wurden gelegentlich mit dem Adelsbrief ausgezeichnet (so beispielsweise die Wedemeyer). Da die hübschen Familien in der Hierarchie im Staatsdienst Ämter wie Geheimer Sekretär oder Geheimrat anstrebten, wurde dieser Stand ironisch auch „Sekretokratie“ genannt.
Die hübschen Familien achteten untereinander, ebenso wie der Adel, auf Ebenbürtigkeit und Homogenität, außerdem auf vergleichbare Besitz- und Traditionsverhältnisse. So grenzten sich die Familien gegen andere Bürger wie Handwerker, Apotheker, Ärzte, Advokaten, Notare, Kaufleute oder Fabrikanten ab, obgleich mit deren oberen Rängen durchaus (auch familiäre) Verbindung bestand. Im Wien des 19. Jahrhunderts bezeichnete man eine ähnliche Melange als „Zweite Gesellschaft“. Aus der Epoche des Kurfürstentums Hannover wird allerdings auch vom „unbeschreiblichen Hochmut“ berichtet, mit dem die zumeist uradelige Hofgesellschaft auf die hübschen Familien herabblickte, die aufgrund ihrer Amtsfunktionen im Namen des (zumeist ja in London weilenden) Landesherrn nicht selten mit ihnen in Konflikt kamen.

## Bekannte Familien
Zu den – teilweise nobilitierten – hübschen Familien zählten unter anderem Angehörige der Familien
- Alemann (Familie),[4]

- Albrecht (Beamten- und Politikerfamilie),
- von Anderten,
- Bacmeister,[4]
- Baring (Familie),[4]
- Boehmer (Familie),
- Boje (vgl. Heinrich Christian Boie),
- Brandes (vgl. Ernst Brandes und Georg Friedrich Brandes),
- Ebel (Familie),[4]
- von Graevemeyer
- von Hinüber,[5]
- Heiliger (vgl. Ernst Anton Heiliger),
- Hugo (Adelsgeschlecht)[6]
- Hoppenstedt (vgl. Georg Ernst Friedrich Hoppenstedt),
- Iffland (Familie),[4]
- Junghanns (vgl. Christian Junghanns),
- Kamlah,
- Kestner (vgl. Johann Christian Kestner, Charlotte Kestner, Georg Kestner und dessen gleichnamiger Sohn, August Kestner sowie Hermann Kestner),
- Marcard (Familie),[4]
- Maneke (Familie),[4]
- Mejer (vgl. Luise Mejer),
- Patje (vgl. Christian Ludwig Albrecht Patje),
- von Ramdohr,
- von Reiche (vgl. Ludwig von Reiche),
- Rumann (vgl. Ernst August Rumann und Sohn Wilhelm Rumann),
- Ubbelohde,
- von Voigt,
- (von) Wedemeyer[7] und
- von Wietersheim.[1]

## Gemälde, Gouachen, Kostbarkeiten
Das Historische Museum Hannover besitzt ein Werk, das den hübschen Familien zugeordnet wird:
- Traubenpflückende Kinder, Gouache eines unbekannten Künstlers auf Wildleder, 36,7 × 27 cm, um 1820.[8]